# Nokia Asha
Nokia Asha är en serie med mobiltelefoner från Nokia. Serien lanserades samtidigt som Nokia Lumia.
Familjenamnet Asha lanserades av Nokia i slutet av oktober 2011 i samband med de första modellerna som presenterades: Asha 200, Asha 201, Asha 300 och Asha 303. Mobiltelefonerna, baserade på Nokias eget system Series 40, är inga smartphones men är inte långt ifrån att kunna klassas som det.
Tidigt i juni 2012 presenterades de första Asha-modellerna – 305, 306 och 311 – som helt saknar fysisk knappsats eller fysiskt tangentbord och använder i stället virtuella motsvarigheter i en pekskärm med stöd för multipoint touch (tidigare pekskärmar för Series 40-mobiler hade bara stöd för singlepoint touch). Även dessa tre modeller använder systemet Series 40 men i nyare tappning.

## Lanseringar
Vid följande datum presenterade Nokia nya modeller i Asha-serien:
- 26 oktober 2011: 200, 201, 300 och 303.
- 27 februari 2012: 202, 203 och 302.
- 6 juni 2012: 305, 306 och 311.

## Skillnaderna mellan Asha-modellerna utan knappsats
De största skillnaderna mellan Asha-modellerna är följande:
| Modell                     | Asha 303 (Som jämförelse)     | Asha 305                    | Asha 306                    | Asha 311                      |
| -------------------------- | ----------------------------- | --------------------------- | --------------------------- | ----------------------------- |
| Yttermått (H x W x D)      | 116,5 x 55,7 x 13,9 mm        | 110,3 x 53,8 x 12,8 mm      | 110,3 x 53,8 x 12,8 mm      | 106 x 52 x 12,9 mm            |
| Volym (cc)                 | 72 cc                         | 66 cc                       | 66 cc                       | 64 cc                         |
| Vikt                       | 99 cc                         | 98 g                        | 96 g                        | 95 g                          |
| Skärmstorlek               | 2,6 tum (240x320)             | 3,0 tum (240x400)           | 3,0 tum (240x400)           | 3,0 tum (240x400)             |
| Pekskärmteknik             | Kapacitiv                     | Resistiv                    | Resistiv                    | Kapacitiv                     |
| Multipoint touch           | Nej                           | Ja                          | Ja                          | Ja                            |
| Tangentbord                | Fysisk QWERTY                 | Mjukvaru-QWERTY             | Mjukvaru-QWERTY             | Mjukvaru-QWERTY               |
| 3G-hastigheter (nedströms) | 14,4 Mbps                     | saknas                      | saknas                      | 14,4 Mbps                     |
| 3G-hastigheter (uppströms) | 5,76 Mbps                     | saknas                      | saknas                      | 5,76 Mbps                     |
| 4G (LTE)                   | saknas                        | saknas                      | saknas                      | saknas                        |
| WLAN                       | 11 b+g+n (>54 Mbps)           | saknas                      | 11 b+g (54 Mbps)            | 11 b+g+n (>54 Mbps)           |
| Positionering (Nokia Maps) | saknas                        | Cell ID                     | Cell ID + WiFi              | Cell ID + WiFi                |
| Processor                  | 1,0 GHz                       | ?                           | ?                           | 1,0 GHz                       |
| RAM-minne                  | 128 MB                        | 32 MB                       | 32 MB                       | 128 MB                        |
| Lagring                    | 100 MB + MicroSD              | 10 MB + MicroSD             | 10 MB + MicroSD             | 140 MB + MicroSD              |
| Medföljande minneskort     | ?                             | 2 GB MicroSD                | 2 GB MicroSD                | ?                             |
| Kamera (bak)               | 3,2 MP (video: 480p @ 25 fps) | 2 MP (video: 144p @ 10 fps) | 2 MP (video: 144p @ 10 fps) | 3,2 MP (video: 480p @ 25 fps) |
| Kamera (fram)              | nej                           | nej                         | nej                         | nej                           |
| NFC                        | nej                           | nej                         | nej                         | nej                           |
| Batteri                    | 1300 mAh                      | 1110 mAh                    | 1110 mAh                    | 1110 mAh                      |
| Taltid (3G / 2G)           | 7,2 / 8,2 h                   | – / 14,0 h                  | – / 14,0 h                  | 7,2 h / 7,2 h                 |
| Annonserad                 | 26 oktober 2011               | 6 juni 2012                 | 6 juni 2012                 | 6 juni 2012                   |